# Тоскич, Алем
Алем Тоскич (серб. Алем Тоскић / Alem Toskić; род. 12 февраля 1982, Прибой) — сербский гандболист; тренер.

## Карьера

### Клубная
Воспитанник школы клуба «Партизан», выступал за его состав до 2005 года, с 2005 по 2007 годы защищал цвета «Загреба», с 2007 по 2010 годы выступал в составе «Целе». Не пропускал ни одного сезона Лиги чемпионов. Летом 2013 года перешёл в македонский клуб «Вардар».

### В сборной
В сборной Алем провёл 89 игр и забил 201 гол (по состоянию на 2011 год). Участник чемпионата Европы 2010, чемпионата мира 2011, Олимпийских игр 2012 года и чемпионата Европы 2012 (на нём стал серебряным призёром).